# Тадзири, Сатоси
Сатоси Тадзири (яп. 田尻智 Тадзири Сатоси, род. 28 августа 1965 года) — японский геймдизайнер, создатель серии игр, манги и сериала «Покемон». Он вошёл в список ста самых лучших геймдизайнеров по версии IGN.

## Детство
Родился 28 августа 1965 года в семье торговца фирмы Nissan и домохозяйки в городе Матида, близ Токио. Ещё с детства у него появился интерес к ловле насекомых — популярному в Японии развлечению того времени. Дети в то время ловили живых насекомых, коллекционировали их и обменивались ими с друзьями. Сатоси создавал гениальные ловушки для насекомых — от обычных клеевых до механических. У него была большая коллекция жуков — друзья даже прозвали его «Доктор Жук».
В семидесятых годах он переехал в Токио. Там не было лесов, где можно было бы ловить жуков. И тогда Тадзири открыл для себя новое увлечение, впоследствии ставшее делом его жизни — видеоигры.

## Game Freak
Началом его игровой карьеры можно считать 1981 год, когда Сатоси выиграл премию, разыгранную компанией Sega Enterprises. Так как игровая индустрия только зарождалась — не существовало печатных изданий о них. И тогда предприимчивый Сатоси в 1982 году создал первый журнал о видеоиграх в Японии — Game Freak. В своём любительском журнале он публиковал обзоры новых игр и секреты старых. В 1984 году Сатоси пишет статьи об играх в специализированных изданиях, посвящённых игровой платформе Famicom, и даже появляется в передачах на радио и телевидении. Его друг, Кэн Сугимори, делал иллюстрации к журналу. Само издание стоило 300 иен и содержало 28 страниц в одном выпуске.
В старшей школе Тадзири почти забросил учёбу. С трудом получив среднее образование, он, несмотря на уговоры родных, не пошёл в институт или в колледж, а вошёл в игровой бизнес. Он серьёзно увлёкся играми знаменитого разработчика Сигэру Миямото — автора серий игр Mario, The Legend of Zelda и Donkey Kong. В 1987 году выходит его первая игра — Quinty (в Америке и Европе известна как Mendel Palace). Через 2 года он создаёт группу разработчиков игр Game Freak, названную в честь его старого журнала. Game Freak разрабатывает ряд игр, таких как Jerry Boy (1991), Mario & Wario (1993), Yoshi’s egg (1994), Pulseman (1994).
В 1990 году Тадзири пишет книгу «Страна упаковок — Истории видеоигр с юности», где описывает своё увлечение юности играми.

## «Покемон»
В 1989 году появилась портативная консоль Game Boy. Её особенностью было то, что можно было соединить две приставки специальным проводом и играть с другим игроком. Через провод консоли обменивались информацией. По легенде, увидев, как жук залез на провод, Тадзири смутно задумался над игрой, где можно было развивать монстров и обмениваться ими с друзьями, чтобы собрать полную коллекцию — явная отсылка к его старому увлечечию коллекционированием насекомых. С 1990 по 1996 год Тадзири работал над совершенно новой игрой — Pocket Monsters, также известной как «Покемон». Первая игра изначально называлась Capumon, но Capumon как торговая марка уже была зарегистрирована, поэтому игру переименовали в Pocket Monsters, или в Pokémon.
Сатоси очень долго работал над игрой — он хотел выпустить нечто по-настоящему грандиозное. К тому времени Game Boy потерял свою былую популярность, и никто не надеялся на Pocket Monsters. Тадзири даже был вынужден не платить своим работникам. Но тут ему неожиданно приходит помощь — его поддерживает Сигэру Миямото, который помог ему выпустить первые две игры про покемонов — Pocket Monsters Red и Pocket Monsters Green. По мотивам игры вскоре выходит аниме, где главного героя зовут Сатоси, а его главного соперника — Сигэру. В настоящее время Тадзири работает над новыми играми.
Кроме «Покемона», Сатоси Тадзири разработал игру Drill Dozer на платформу Game Boy Advance.

## Ложное сообщение о смерти
В 08:54 12 марта 2011 года в Twitter было размещено неподтвержденное сообщение о смерти Тадзири во время землетрясения в Японии. После этого сведения о смерти появились в блогах, новостных сайтах и на сайтах, связанных с играми и аниме. Однако информация была опровергнута Nintendo of America, подтвердившей, что сотрудники Nintendo в Японии, в том числе Тадзири, не пострадали физически и не понесли существенных финансовых потерь.

## Интересные факты
- У Сатоси Тадзири синдром Аспергера. Сотрудники Nintendo описывают его как «креативного, но чудаковатого и замкнутого», что подходит под определение синдрома. Сам Тадзири это подтвердил, но комментировать не стал[10].
- В интервью журналу Time Тадзири сказал, что работает 24 часа, а спит 12 часов — по его словам, это помогает ему лучше работать.